# Bernard Williams (atleet)
Bernard R. Williams III (Baltimore (Maryland), 19 januari 1978) is een Amerikaanse sprinter, die is gespecialiseerd in de 200 m. Hij won een zilveren medaille op de Olympische Spelen.
Op de wereldkampioenschappen atletiek 2001 behaalde hij op de 100 m een zilveren medaille achter zijn landgenoot Maurice Greene (goud) en voor Ato Boldon (brons) uit Trinidad en Tobago.
Zijn beste prestatie behaalde hij in 2000 op de Olympische Spelen van Sydney. Hier behaalde hij met zijn landgenoten Jon Drummond, Brian Lewis en Maurice Greene een gouden medaille op de 4 x 100 m estafette. Vier jaar later werd hij derde op de olympische selectiewedstrijden en op Olympische Spelen van Athene zelf won hij een zilveren medaille op de 200 m achter zijn landgenoot Shawn Crawford (goud) en voor zijn landgenoot Justin Gatlin (brons).
Op 9 september 2004 werd hij tijdens een wedstrijd in Sevilla positief getest op het gebruik van cannabis en kreeg hiervoor een waarschuwing van de USADA (United States Anti-Doping Agency).
Hij treedt als stand-upcomedian onder de naam Hollywood.

## Titels
- Olympisch kampioen 4 x 100 m - 2000
- Wereldkampioen 4 x 100 m - 2001, 2003
- Amerikaans kampioen 100 m - 2001, 2003
- NCAA kampioen 100 m - 2000

## Persoonlijke records
Outdoor
| Onderdeel | Prestatie | Datum            | Plaats   |
| --------- | --------- | ---------------- | -------- |
| 100 m     | 9,94 s    | 5 augustus 2001  | Edmonton |
| 200 m     | 20,01 s   | 24 augustus 2001 | Brussel  |

Indoor
| Onderdeel | Prestatie | Datum            | Plaats           |
| --------- | --------- | ---------------- | ---------------- |
| 60 m      | 6,56 s    | 12 februari 1999 | Colorado Springs |

## Palmares

### 100 m
Kampioenschappen
- 1999:  Pan-Amerikaanse Spelen - 10,08 s
- 2001:  WK - 9,94 s (was initieel derde)
- 2002: 4e Grand Prix Finale - 10,05 s
- 2003: 4e WK - 10,13 s
- 2003:  Wereldatletiekfinale - 10,04 s

Golden League-podiumplekken
- 2000:  Memorial Van Damme – 10,01 s
- 2001:  Meeting Gaz de France – 10,15 s
- 2001:  Bislett Games – 9,99 s
- 2001:  Herculis – 10,08 s
- 2002:  Bislett Games – 10,29 s
- 2002:  Golden Gala – 10,00 s
- 2002:  Herculis – 9,99 s
- 2002:  ISTAF – 10,18 s
- 2003:  Meeting Gaz de France – 10,05 s
- 2003:  Golden Gala – 10,06 s
- 2003:  Memorial Van Damme – 10,10 s

### 200 m
Kampioenschappen
- 2001:  Grand Prix Finale - 20,39 s
- 2003: 6e Wereldatletiekfinale - 20,80 s
- 2004:  OS - 20,01 s

Golden League-podiumplekken
- 2001:  Weltklasse Zürich – 20,19 s
- 2001:  Memorial Van Damme – 20,01 s
- 2003:  Golden Gala – 20,01 s
- 2003:  Memorial Van Damme – 20,17 s
- 2004:  Weltklasse Zürich – 20,13 s
- 2004:  Memorial Van Damme – 20,24

### 4 x 100 m
- 2000:  OS - 37,61 s
- 2001:  WK - 37,96 s
- 2003:  WK - 38,06 s

1912: Jacobs, Macintosh, d'Arcy, Applegarth ·
1920: Paddock, Scholz, Murchison, Kirksey ·
1924: Clarke, Hussey, Leconey, Murchison ·
1928: Wykoff, Quinn, Borah, Russell ·
1932: Kiesel, Toppino, Dyer, Wykoff ·
1936: Owens, Metcalfe, Draper, Wykoff ·
1948: Ewell, Wright, Dillard, Patton ·
1952: Smith, Dillard, Remigino, Stanfield ·
1956: Murchison, King, Baker, Morrow ·
1960: Cullmann, Hary, Mahlendorf, Lauer ·
1964: Drayton, Ashworth, Stebbins, Hayes ·
1968: Greene, Pender, Smith, Hines ·
1972: Black, Taylor, Tinker, Hart ·
1976: Glance, Jones, Hampton, Riddick ·
1980: Moeravjov, Sidorov, Prokofjev, Aksinin ·
1984: Graddy, Brown, Smith, Lewis ·
1988: Bryzgin, Krylov, Moeravjov, Savin ·
1992: Marsh, Burrell, Mitchell, Lewis ·
1996: Esmie, Gilbert, Surin, Bailey ·
2000: Drummond, Williams, Lewis, Greene ·
2004: Gardener, Campbell, Devonish, Lewis-Francis ·
2008: Bledman, Burns, Callender, Thompson ·
2012: Carter, Frater, Blake, Bolt ·
2016: Powell, Blake, Ashmeade, Bolt ·
2020: Desalu, Jacobs, Patta, Tortu ·
2024: Brown, Blake, Rodney, De Grasse
1983 King, Gault, Smith, Lewis ·
1987 McRae, McNeill, Glance, Lewis ·
1991 Cason, Burrell, Mitchell, Lewis ·
1993 Drummond, Cason, Mitchell, Burrell ·
1995 Esmie, Gilbert, Surin, Bailey ·
1997 Esmie, Gilbert, Surin, Bailey ·
1999 Drummond, Montgomery, Lewis, Greene ·
2001 Nagel, du Plessis, Newton, Quinn ·
2003 Capel, Williams, Patton, Johnson ·
2005 Doucouré, Pognon, De Lépine, Dovy ·
2007 Patton, Spearmon, Gay, Dixon ·
2009 Mullings, Frater, Bolt, Powell ·
2011 Carter, Frater, Blake, Bolt ·
2013 Carter, Bailey-Cole, Ashmeade, Bolt ·
2015 Carter, Powell, Ashmeade, Bolt ·
2017 Ujah, Gemili, Talbot, Mitchell-Blake ·
2019 Coleman, Gatlin, Rodgers, Lyles ·
2022 Brown, Blake, Rodney, De Grasse ·
2023 Coleman, Kerley, Carnes, Lyles